# Castell de Castellmeià
El Castell de Castellmeià, situat a Castellmeià, al municipi de Torrefeta i Florejacs (Segarra), té el seu origen al segle xiii i fou refet en part a la fi del segle xvi. Es troba en bon estat de conservació, però la torre principal té un esboranc a la base...

## Descripció
Dins del tipus de castell-palau tardà, tan abundant en aquestes terres, cal esmentar el castell Mejà, de planta aproximadament rectangular amb dues gruixudes torres cilíndriques a les cantonades dels costats menors. Una d'elles conserva el coronament de merlets amb garfis sota el teulat actual; l'altra s'assenta damunt un talús poligonal i està esmotxada. La construcció originària d'aquestes torres deu ser del segle xiv, però les façanes amb finestres d'ornamentació en forma de creu i motllures interseccionals correspondrien a la supervivència del gòtic ja dins del segle xvi. A l'interior hi ha un curiós vestíbul poligonal amb una columna gruixuda, que potser correspon a l'espai del pati d'una fortalesa més antiga. Té una escala de cargol que s'allotja a la torre incompleta abans al·ludida.
Tant a l'exterior com a l'interior de l'edifici es repeteix un escut partit, amb tres càbries en una meitat i tres feixes en l'altra: aquesta segona podria pertànyer a la família Vilalba, la qual, després d'abandonar la seva casa originària de Cardedeu, apareix en aquestes terres de Cervera i en virtut d'aliances matrimonials passa a anomenar-se Vilalba de Meca. Un dels escuts porta la data en mars 1569. Que el castell de Maià és més antic del que aparenta el seu estat actual, queda confirmat per l'existència a l'est del castell i a uns cent metres de distància de la primitiva capella, d'una nau amb absis i volta de canó apuntat, que podria ser del segle xiii.

## Història

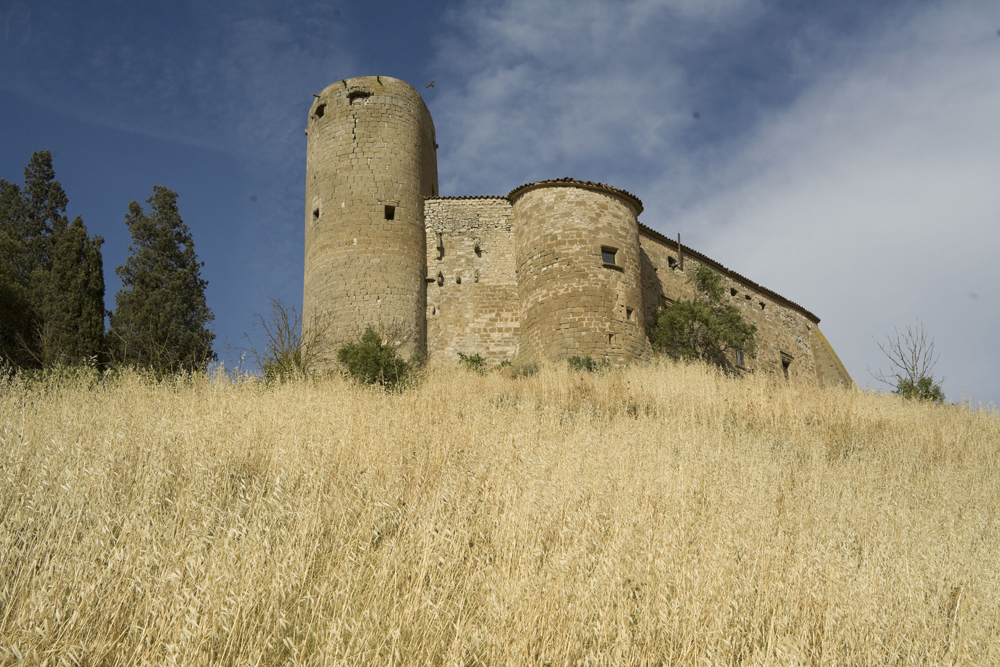
Castell de Castellmeià (juny 2009)

El castell és esmentat com a «castrum Mediani» l'any 1044 quan n'era feudatari Guillem Elomar. L'any 1132, la fortalesa de Meià era sota el domini de la canònica de Santa Maria de la Seu, essent-ne feudadari Gombau de Benavent. Abans de 1157, Meià passà a la senyoria del monestir de Santa Maria de Solsona. Un document d'aquesta data senyala que Guillem, paborde de Solsona, cedí a Bernat de Vilaseca i als seus descendents l'alou de «Mediani» amb totes les seves pertinences.
A principis del segle xiv el castell era de Galceran de Vergós. Segons el fogatjament de 1365-70, el lloc de Meià tenia vint famílies i el senyorejava Berenguer de Vergós. Foren els Vergós, senyors també de Santa Maria de Meià i de Majanell, els qui feren bastir el castell palau goticorenaixentista actual, segurament damunt les estructures de la fortalesa primitiva. Al final del segle xvii, el lloc de Castellmeià passà a Francesc de Junyent i de Marimon, al qual fou concedit el 1716 el marquesat de Castellmeià, únic títol concedit per Felip V a un català després de l'inici de la Guerra de Successió. Passà als Amat, als Carcer i als Vilallonga, marquesos de Castellbell.